# Majalaya (Majalaya)
Majalaya is een bestuurslaag in het regentschap Karawang van de provincie West-Java, Indonesië. Majalaya telt 3538 inwoners (volkstelling 2010).